# 諫早文化会館
諫早文化会館（いさはやぶんかかいかん、Isahaya Culture Hall）は、長崎県諫早市宇都町の御館山公園内に位置するホール。1980年（昭和55年）に完成した。

## 概要
1980年（昭和55年）に供用を開始した施設で、大ホールや中ホールのほか、展示ホール、練習室、レストランなどを有する。2012年4月1日より「一般社団法人諫早青年会議所」が管理と運営を行っている。
老朽化が進んだため大規模改修工事が行われることになり、2024年（令和6年）2月から大ホールの利用を停止し、同年4月から全館休館となる。耐震化工事のほか、空調換気設備工事、トイレ改修、大ホールの客席照明の更新、音響設備や客席の取り換え、中ホールの天井落下防止補強工事などを実施。2025年（令和7年）4月にリニューアルオープンした。

## 施設
鉄筋コンクリート造（一部鉄骨鉄筋コンクリート）地下1階、地上3階の建物である。

### 構成
大ホール
定員1,041名（1階 通常固定席527席、2階 508席、1階車椅子席 6席）。コンサートや上映会、発表会に適したホール。
中ホール
定員500名。入学説明会、人形劇、等比較的少人数に適したホール。
展示室
展示会、会議等の多目的スペース
練習室
会議、研修会等用スペース

### 開館
- 利用時間：9:00～22:00（窓口業務17:00まで）
- 休館日：毎月第一月曜日（祝日の場合は翌日）年末年始12月29日から1月3日
- 所在地：長崎県諫早市宇都町9番2号

## アクセス
- JR諫早駅西口から徒歩約10分
- 長崎県営バス 「御館山」「諫早商高前」「御館山公園口」バス停